# Eulinognathus pygerethmi
Eulinognathus pygerethmi är en insektsart som beskrevs av Blagoveshtchensky 1965. Eulinognathus pygerethmi ingår i släktet Eulinognathus och familjen ledlöss. Inga underarter finns listade i Catalogue of Life.